# Yom HaShoá
Yom HaShoá (יום השואה  yom hash-sho’āh), ou "Dia da Lembrança do Holocausto", ocorre no dia 27 de nissan no calendário hebraico. Este dia é lembrado anualmente como dia de recordação das vítimas do Holocausto, sendo feriado nacional em Israel.
Originalmente, a data proposta para esta comemoração foi o dia 15 de nissan, aniversário da revolta do gueto de Varsóvia (19 de Abril de 1943), mas esta proposta foi rejeitada devido ao fato de coincidir com o primeiro dia de Pessach. O dia 27 foi escolhido por ser oito dias antes da comemoração de Yom Ha'atzma'ut, ou Dia da Independência de Israel. O Yom HaShoá foi estabelecido em 1959 como lei em Israel e aprovado por David Ben-Gurion e Yitzhak Ben-Zvi.
Às 10:00 horas do Yom HaShoá, as sirenes aéreas soam por dois minutos. Os veículos de transporte públicos param por este período e as pessoas permanecem em silêncio. Durante o Yom HaShoá, estabelecimentos públicos são fechados, a televisão e rádio transmitem canções e documentários sobre o Holocausto e todas as bandeiras são hasteadas à meio-mastro.

## Regras para observância de Yom HaShoá em Israel
- Se 27 de Nissan cair em uma sexta-feira, Yom HaShoá é antecipado para o dia anterior.
- Desde 5757 (1997 no calendário gregoriano), Yom HaShoá é adiado para segunda-feira se 27 de Nissan cair em um domingo.

O objetivo de tais observâncias é evitar qualquer possibilidade de chilul Shabbat (profanação do Shabbat).

## Dia instituído pelo rabinato
O primeiro Dia da Memória do Holocausto em Israel teve lugar a 28 de dezembro de 1949, após uma decisão do Chief Rabbinate de Israel de que um memorial anual deveria ter lugar no décimo dia de Tevet, um dia tradicional de luto e jejum no calendário hebraico. O dia foi assinalado pelo enterramento num cemitério de Jerusalém das cinzas e ossos de milhares de judeus trazidos do campo de concentração de Flossenbürg e por cerimónias religiosas realizadas em honra das vítimas.

## Yom HaShoá no Calendário Gregoriano[2]
| - 1980: 13 de abril - 1981: 30 de abril - 1982: 20 de abril - 1983: 10 de abril - 1984: 29 de abril - 1985: 18 de abril - 1986: 6 de maio - 1987: 26 de abril - 1988: 14 de abril - 1989: 2 de maio | - 1990: 22 de abril - 1991: 11 de abril - 1992: 30 de abril - 1993: 18 de abril - 1994: 7 de abril - 1995: 27 de abril - 1996: 16 de abril - 1997: 4 de maio - 1998: 23 de abril - 1999: 13 de abril | - 2000: 2 de maio - 2001: 19 de abril - 2002: 9 de abril - 2003: 29 de abril - 2004: 18 de abril - 2005: 5 de maio - 2006: 25 de abril - 2007: 15 de abril - 2008: 1 de maio - 2009: 21 de abril | - 2010: 11 de abril - 2011: 1 de maio - 2012: 18 de abril - 2013: 8 de abril - 2014: 28 de abril - 2015: 15 de abril - 2016: 5 de maio - 2017: 24 de abril - 2018: 12 de abril - 2019: 2 de maio | - 2020: 21 de abril - 2021: 7 de abril - 2022: 27 de abril - 2023: 18 de abril - 2024: 6 de maio - 2025: 23 de abril - 2026: 14 de abril - 2027: 4 de maio - 2028: 24 de abril - 2029: 11 de abril |

## Outros feriados e eventos de Israel
| Data                              | Nome em português                        | Nome local                   | Datas possíveis (calendário gregoriano) |
| --------------------------------- | ---------------------------------------- | ---------------------------- | --------------------------------------- |
| 1 de tishrei                      | Ano Novo                                 | ראש השנה Rosh Hashaná        | Entre 6 de setembro e 5 de outubro      |
| 10 de tishrei                     | Dia do Perdão                            | יום כיפור Yom Kipur          | Entre 15 de setembro e 14 de outubro    |
| 15 de tishrei                     | Festa das Cabanas/Festa dos Tabernáculos | סוכות Sucot                  | Entre 20 de setembro e 19 de outubro    |
| 22 de tishrei                     | Reunião do Oitavo Dia                    | שמיני עצרת Shemini Atzeret   | Entre 27 de setembro e 26 de outubro    |
| 25 de kislev                      | Festival das Luzes (primeiro dia)        | חנכה Chanucá                 | Entre 27 de novembro e 26 de dezembro   |
| 14 de adar (15 em alguns lugares) | Lembrança da vitória de Ester            | פּוּרִים Purim                  | Entre 25 de fevereiro e 26 de março     |
| 15 de nissan                      | Páscoa (primeiro dia)                    | פסח Pessach                  | Entre 27 de março e 25 de abril         |
| 21 de nissan                      | Páscoa (sétimo e último dia)             | פסח Pessach                  | Entre 2 de abril e 1 de maio            |
| 4 de iar                          | Dia de Lembrança dos Soldados Caídos     | יום הזכרון Yom HaZikaron     | Entre 15 de abril e 14 de maio          |
| 5 de iar                          | Dia da Independência                     | יום העצמאות Yom Ha'atzma'ut  | Entre 16 de abril e 15 de maio          |
| 28 de iar                         | Dia de Jerusalém                         | יום ירושלים Yom Yerushalayim | Entre 9 de maio e 7 de junho            |
| 6 de sivan                        | Festa das Colheitas (Pentecostes)        | שבועות Shavuot               | Entre 16 de maio e 14 de junho          |